# Виллендорф-костёнковская культура
Виллендорф-костёнковская культура, Костёнковско-виллендорфская культура, Костёнковско-виллендорфская общность культур (англ. Kostenki-Willendorf culture) — археологический комплекс локальных культур позднего палеолита Центральной Европы и Русской равнины.
Её рассматривают как часть восточного граветта.
Научно датируется 30 000 (начало в Австрии и Моравии) — 20 000 лет до н. э.
Общность культур Моравии, Польши, долины рек Припять, Десна, верхнего Днепра, Дона. Сложилась в результате движения племён из Моравии вдоль долин Вислы, Припяти, Десны до Дона следом за мигрирующими животными. Движение животных было вызвано резким потеплением.
Характерный вид искусства, который отличает культуру от других — фигуры Венер. Наиболее известная — Виллендорфская Венера (датирована 30 000—27 000 лет до н. э.) из Нижней Австрии, была изготовлена не из местного кремня. Это указывает на миграцию племён культуры с другой территории. Как считают, была статуэткой богини Земли.
На территории России в долине Дона существовала местная культура, часть Виллендорф-костёнковской культуры — Костёнковско-авдеевская культура.
Основные памятники: стоянки Виллендорф, Костёнковский комплекс стоянок.